# Friese (Stoff)
Die Friese (auch der Fries, französisch frise ‚Flausch‘) oder Flaus ist ein dickes, flauschartiges, wolliges Mischgewebe aus Woll- oder Baumwollgarnen. Als tuchartiger Kammgarnstoff in Köperbindung wird er auch Coating (englisch) genannt.
Fries wird umgangssprachlich häufig mit ungewebtem Filz verwechselt. Es ist ein aus grobem Garn hergestelltes, dickes, langhaariges Gewebe, das stark gewalkt, aber wenig geraut und geschoren wird; hierauf folgt heißes Pressen und Bürsten. In manchen Fällen wird zur Erhöhung des Glanzes selbst eine Appreturmasse verwendet.
Dieser Gattung gehört eine große Anzahl verschieden benannter Gewebe an, wie Lady-Coating, Kastorin, Düffel, Sibirienne, Kalmuck usw.
Es wird zum Beispiel als Billardtuch, als Bespannung von Pokertischen und zur Herstellung von Faschingshüten verwendet.